# Biotovo disanje
Biotovo disanje ili Bioovo disanje jedan je od patoloških oblika paradoksalnog disanja, koji se karakteriše smenjivanjem perioda apneje koja traje i do 10—30 sec sa periodima normalnog disanja promenjivog trajanja. Ukazuje na veoma oštećenu moždanu cirkulaciju i narušenu funkciju centra za disanje.

## Istorija
Ovaj tip patološkog disanja dobio je naziv po francuskom lekaru Biotu (Camille Biot 1850—1918) , koji je prvi opisao njegove karakteristike 1876. godine.

## Značaj
Značaj biotovog disanja se ogleda u tome što je jadan od znakova oštećenja nervnog tkiva bilo da je ono nastalo kao posledica upale meninga, povreda ili nekih drugih procesa koji destruktivno deluju na moždano tkivo, i jedan od znakova vrlo loše prognoze ovih bolesti.

## Etiopatogeneza
Kod biotovog disanja, kao oblika nepravilno disanje po ritmu, frekvenciji i dubini, najčešće su prisutne apneje koje se smjenjuju s nekoliko plitkih i nepravilnih udaha.
Uvek je znak ozbiljnog organskog poremećaja respiratornog centra nakon:
- povreda sa kompresijom moždanog stabla,
- tumora mozga,
- meningitisa,
- encefhlitisa,
- poliomijelitisa,
- toplotnog udara,
- stanja sa povećanim intrakrnijalnim pritiskom,
- porasta pritiska cerebrospinalne tečnosti.[12]

## Klinička slika
Karakterišu ga nekoliko respiracija posle kojih dolazi do prestanka disanja, odnosno javljaju se periodi apneje ili kratkotrajnog prekid spoljašnjeg disanja (uz očuvano unutrašnje disanje) ili pauza u disanju, koja obično traje duže od 3 a kraće od 10 sekundi (mada može da traje i do 30 sekundi).

## Spoljašnje veze
|  | Molimo Vas, obratite pažnju na važno upozorenje u vezi sa temama iz oblasti medicine (zdravlja). |